# Тремеццо
Тремеццо (італ. Tremezzo) — колишній муніципалітет в Італії, у регіоні Ломбардія, провінція Комо. З 4 лютого 2014 року Тремеццо є частиною новоствореного муніципалітету Тремеццина. Варенна, Ліерна, Белладжо, Менаджо, Лімонта та Тремеццо утворюють географічну область Центральне озеро Комо, яка вважається найбільш іконічною та ексклюзивною частиною Озера Комо, і включає лише села, що мають вид на півострів Белладжо.
Тремеццо розташоване на відстані близько 530 км на північний захід від Рима, 60 км на північ від Мілана, 22 км на північний схід від Комо.
Населення — 1252 особи (2012).

## Демографія
Населення за роками:

Станом на 31 грудня 2010 року в муніципалітеті офіційно проживали 82 іноземці з 23 країн, серед них 28 громадян країн Євросоюзу та 3 громадяни України.

## Сусідні муніципалітети
- Белладжо
- Грандола-ед-Уніті
- Гріанте
- Ленно
- Леццено
- Менаджо
- Меццегра